# リボザイム
リボザイム (ribozyme) は、触媒としてはたらくリボ核酸 (RNA) のこと。リボ酵素ともよばれる。トーマス・チェック、シドニー・アルトマンによって発見され、両名はこの功績により1989年にノーベル化学賞を受賞した。
以前は、生体反応はすべてタンパク質でできた触媒である酵素が制御していると考えられていた。しかし、一部の反応はRNAが制御していることが見出され、これをRNAと酵素 (Enzyme) に因んでリボザイムと命名された。
リボザイムはテトラヒメナの研究中に見つけられたものである。リボザイムは特定の配列を有するRNA鎖であり、それ単体でRNA自身を切断したり、貼り付けたり、挿入したり、移動したりする活性・能力（自己スプライシング機能）を持っている。つまり、RNAが自分で自分を編集することを可能にしている。リボザイムは、RNAの翻訳産物であるタンパク質の多様化に非常に貢献していると考えられている。
リボザイムの発見は、RNAが遺伝情報と反応の両方を扱うことができることを証明し、生命の起源時はRNAが重要な役割を果たしていたとするRNAワールド仮説を生み出すきっかけとなった。またヒト免疫不全ウイルス (HIV) 治療の新たな戦略になる可能性を提供し、幅広く研究が行われている。